# Ernst Daube
Ernst Daube (auch Sporgel; * 9. Februar 1869 in Heukendorf; † 15. Juli 1956 in Meuselwitz) war ein deutscher Schriftsteller und Dichter.
Besondere Bekanntheit erlangten seine mundartlichen, humorvollen Gedichte (rund 200) und Erzählungen (ca. 115) in denen er das Leben im Altenburger Land seiner Zeit beschreibt. Daube dichtete in der Mundart des Altenburger Landes dem Malchern, das heute nur noch sehr selten gesprochen wird.
Der Pseudonym Sporgel („Spargel“ – sprich Schporchel) leitet sich von einem Spitznamen nach seiner hochgewachsenen Statur ab.

## Leben
Ernst Daube wurde als erstes von zehn Kindern eines Ritterguts-Verwalters und einer Tochter eines Großhändlers und Bäckers in Heukenwalde geboren. Als er fünf Jahre alt war, siedelte die Familie nach Braunshain über und bewirtschaftete die großelterliche Bäckerei. Daube besuchte von 1882 bis 1891 das Gymnasium in Altenburg.
1891 begann Ernst Daube an den Universitäten Jena und Leipzig ein Studium in Recht, Geschichte und Literatur. Sein hauptsächliches Interesse galt dabei der althochdeutschen, griechischen und lateinischen Literatur. Er verfasst mit einer Übersetzung des Nibelungenlieds aus dem Althochdeutschen ins Hochdeutsche sein erstes größeres Werk. Daube führte eine intensive Korrespondenz mit Wilhelm Raabe, bis dieser 1910 starb.
Aus unbekannten Gründen brach Daube 1894 dieses Studium ab und begann seinen Dienst bei der preußischen Zollverwaltung.
Am 31. Juli 1897 heiratete er die aus Leipzig stammende Elisabeth Hinze. Aus der Ehe ging 1900 sein einziges Kind Otto hervor.
Daube diente dem Zoll in Effeld, Köln, Mainz, Halle (Saale), Halberstadt, Magdeburg (1902–1920) und Gotha. In Gotha versah er als Oberzollinspektor bis zu seiner Pensionierung 1934 seinen Dienst. Über Daubes Dienstzeit ist wenig bekannt. Er zog bald danach in die Heimat nach Meuselwitz um.
Daube wurde in Meuselwitz begraben, wo – auch als Würdigung seines Werkes – sein Grab bis heute gepflegt wird.

## Werke
- Volksklänge in Altenburger Mundart. (mit Friedrich Ullrich) Verlag Oskar Bonde, Altenburg 1905.
- Die Reisekosten, Tagegelder und Umzugskosten der preußischen Zollbeamten. (bearbeitet). Seegelken, Staßfurt 1908.
- Spoß muß sei!. Alle un naue Geschichten. Verlag Oskar Bonde, Altenburg 1924.
- Derheeme. Gedichte in Altenburger Mundart. Verlag Oskar Bonde, Altenburg 1924.
- Deutscher Glaube. Nach deutschen und nordischen Quellen. Sis-Verlag, Zeitz 1924.
- Ollerhand Sochen zen Lasen un Lochen. Verlag Oskar Bonde, Altenburg 1925.
- Schobernock. E lustjes Speel in 3 Bildern. Pierersche Hofbuchdruckerei St. Geibel, Altenburg 1926.
- Derheeme bleibt derheeme. E Lasebuch en Altenborjer Bauernsprooche. Ausgewählt und zusammengestellt von E. Daube u. Walter Grünert. Rat der Stadt, Thüringer Volksverlag, Altenburg 1949.

Außerdem erschien:
- Gerhard Rohland, Steffen Sell (Hrsg.): Sporgels Werke. Erzählungen und Gedichte in Altenburger Mundart – nebst einem Mundartwörterverzeichnis. Sell Heimat-Verlag, Altenburg 1998